# Chieșd
Chieșd is een Roemeense gemeente in het district Sălaj.

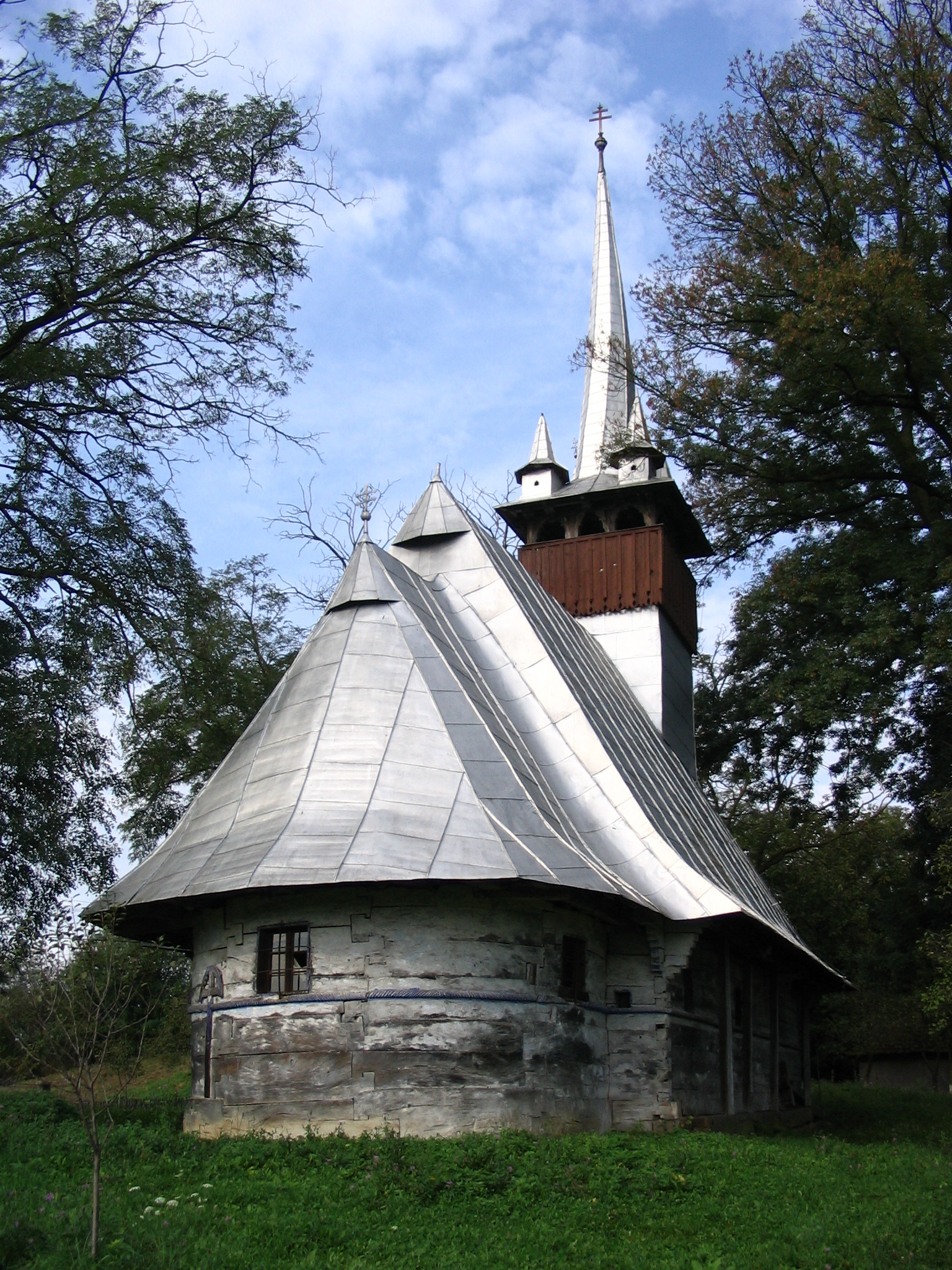
kerk van Chieșd

Chieșd telt 2597 inwoners.